# 複合文書
複合文書（ふくごうぶんしょ、英: Compound document）は、ワープロソフトなどを使って作成される文書形式であり、テキストにスプレッドシート、画像、デジタルビデオ、デジタルオーディオなどのマルチメディアが埋め込まれたものを指す。
複合文書は、ソフトウェアコンポーネントのフレームワーク上で作成されることが多いが、ソフトウェアコンポーネントの考え方は単に複合文書を作るためにあるのではなく、またソフトウェアコンポーネントだけでは複合文書は成り立たない。
複合文書のための技術として、次のものが知られている。
- XML と XSL は、あらゆる種類の複合文書のカプセル化フォーマットとして使われる。
- OpenDocument - OASIS
- Object Linking and Embedding (OLE) - マイクロソフト
- Bonobo - Ximian（主にGNOMEで使用）
- KParts - KDE
- 開放型文書体系（Open Document Architecture、ODA） - ITU-T（既に使われていない）
- OpenDoc - Apple （既に使われていない）

複合文書の起源は定かではないが、最初の公にされた実装は1981年の Xerox Star ワークステーションである。